# 太子寿
太子寿（？—前527年），姬姓，名寿。周景王的太子，周景王王后穆所生。鲁昭公十五年（周景王十八年，前527年）六月乙丑，王太子寿去世。这才引起了景王驾崩后，王子朝、王子猛、王子的争位事件。